# Grafschaft Saint-Pol
Die Grafschaft Saint-Pol lag um den Hauptort Saint-Pol-sur-Ternoise westlich von Arras. Sie bestand seit dem 11. Jahrhundert.

## Liste der Grafen von Saint-Pol

### Haus Candavene
- Roger um 1031/67 Graf von Saint-Pol
- Hugo I., vermutlich dessen Sohn, 1070 Graf von Saint-Pol
- Guido (St. Pol), 1075/78 Graf von Saint-Pol
- Hugo II., dessen Bruder, † wohl 1118/19
- Hugo III. Candavène, dessen Sohn, 1122 Graf von Saint-Pol, 1096/1145 bezeugt
- Enguerrand, dessen Sohn, 1143 Graf von Saint-Pol, 1137/70 bezeugt
- Anselm, dessen Bruder, 1170 Graf von Saint-Pol, 1137/75 bezeugt
- Hugo IV., dessen Sohn, 1175 Graf von Saint-Pol, † 1205
- Elisabeth, dessen Tochter, 1205 Gräfin von Saint-Pol; ⚭ Walter von Châtillon, X 1219

### Haus Châtillon
- 1205–1219 Walter III. von Châtillon, Ehemann Elisabeths
- 1219–1226 Guido I. (St. Pol) Sohn (als Guido II. Graf von Nevers)
- 1226–1248 Hugo I. von Châtillon, Hugo V., Bruder (als Hugo I. Graf von Blois)
- 1248–1289 Guido II. (St. Pol), Sohn
- 1289–1317 Guido III. (St. Pol), Sohn
- 1317–1344 Johann (St. Pol), Sohn
- 1344–1360 Guido IV. (St. Pol) Sohn
- 1360–1372 Mathilde (St. Pol), Mathilde (Mahaut), Schwester

### Haus Luxemburg-Ligny
- 1360–1371 Guido V. Ehemann Mathildes, Tochter Graf Johanns (auch Graf von Ligny)
- 1371–1415 Walram Sohn (auch Graf von Ligny, Connétable von Frankreich)

### Haus Burgund
- 1415–1430 Philipp von Saint-Pol Enkel mütterlicherseits von Walram (Herzog von Brabant)

### Haus Luxemburg-Ligny
- 1430–1430 Johanna Schwester Walrams
- 1430–1433 Peter I. Neffe (auch Graf von Brienne)
- 1433–1475 Ludwig Sohn (auch Graf von Ligny, Brienne und Soissons, Connétable von Frankreich) - hingerichtet enteignet
- 1477 erhielt Guy Pot († 1495) von König Ludwig XI. die Grafschaft Saint-Pol, seine Tochter und Erbin Anne Pot führte noch den Titel einer Comtesse de Saint-Pol
- 1477–1482 Peter II. Sohn (auch Graf von Brienne und Soissons, Vizegraf von Meaux), erhielt u. a. Saint-Pol zurück
- 1482–15?? Marie Tochter (auch Gräfin von Ligny und Soissons, Vizegräfin von Meaux), in zweiter Ehe verheiratet mit François de Bourbon, Herzog von Vendôme

### Haus Bourbon
- François I., deren Sohn, † 1545,
- François II., dessen Sohn, † 1546
- Marie, dessen Schwester, † 1601, ⚭ Léonor, Herzog von Longueville, † 1573

### Haus Orléans-Longueville
- Franz von Longueville, Sohn Leonors von Longueville und, Graf von Saint-Pol, † 1631
- Heinrich I., dessen Bruder, Herzog von Longueville 1573–1595
- Heinrich II., dessen Sohn, Herzog von Longueville 1595–1663
- Johann Ludwig, dessen Sohn, Herzog von Longueville 1663–1668
- Karl, dessen Bruder, Herzog von Longueville 1668–1672
- Johann Ludwig, Herzog von Longueville, zweites Mal 1672–1694
- Maria, dessen Schwester, Herzogin von Longueville 1694–1707, verkauft Saint-Pol 1705 an Élisabeth-Thérèse de Lorraine (1664–1748), Witwe von Louis I. de Melun

### Haus Melun
- Louis II. de Melun († 1724), 1714 Herzog von Joyeuse (Duc de Joyeuse), 8. Fürst von Épinoy, 1721 Marquis von Roubaix, 1705 Graf von Saint-Pol, deren Sohn,
- Charles de Rohan (1715–1787), dessen Neffe, Fürst von Soubise, Pair von Frankreich, Marschall von Frankreich